# جورج تشان هونج نام
جورج تشان هونج نام (بالملايوية: George Chan Hong Nam)‏ هو طبيب وسياسي ماليزي، ولد في 24 سبتمبر 1936 بميري في ماليزيا. حزبياً، نشط في Sarawak United Peoples' Party ‏. وقد انتخب عضو ديوان الرعية ‏.